# Poddane
Poddane – część wsi Baćkowice w Polsce, położona w województwie świętokrzyskim, w powiecie opatowskim, w  gminie Baćkowice.
W latach 1975–1998 Poddane administracyjnie należało do województwa tarnobrzeskiego.